# Teatro nacional del Norte de Grecia
El Teatro nacional del Norte de Grecia (en griego: Κρατικό Θέατρο Βορείου Ελλάδος) se encuentra en la ciudad de Tesalónica en Grecia y fue fundado en 1961 por Sokratis Karantinos, su primer director. La Escuela de Drama y el teatro de danza son partes integrales del Teatro Nacional.
El actual marco institucional del espacio se estableció en 1994, con un director artístico y un consejo de siete miembros de Administración que dirigen el Teatro, que está subvencionado por el Ministerio de Cultura y Turismo de Grecia. Con cuatro salas interiores y dos teatros al aire libre, la institución es una de las mayores organizaciones de teatro en Grecia y Europa.